# 瓦尔特·霍夫曼
瓦尔特·霍夫曼（德語：Walter Hofmann，1949年9月26日—），德国男子皮划艇运动员。他曾代表东德参加1972年夏季奥林匹克运动会皮划艇比赛，获得男子双人划艇激流金牌。